# Dave McKean
David "Dave" McKean (Maidenhead, 29 de dezembro de 1963) é um quadrinista, ilustrador, cineasta e músico britânico. Seu trabalho incorpora desenho, pintura, fotografia, colagem digital e escultura.

## Carreira
Entre seus principais trabalhos, estão as capas de Sandman, Orquídea Negra, Morte, ilustrações da obra Coraline (livro), Os lobos dentro das paredes, O dia em que troquei meu pai por dois peixinhos dourados, Sinal e Ruído e Mr. Punch, todos esses ao lado do escritor e roteirista Neil Gaiman. Foi desenhista da graphic novel Asilo Arkham, de Grant Morrison. Durante os anos 90, escreveu e ilustrou a HQ Cages. Em Cenas Marcantes, encontra-se um compilado de suas histórias em quadrinhos  produzidas entre meados dos anos 1990 e início dos 2000. Dave também ilustra capas de HQs, CDs e de livros.
O seu primeiro longa como diretor de cinema foi MirrorMask (A Máscara da Ilusão), em parceria com Gaiman e lançado em 2005. McKean também dirigiu os longas The Gospel of Us (2012) e Luna (2014).
Em 2012, foi lançado no Brasil o livro A Magia da Realidade, um livro de divulgação científica voltado para crianças e adolescentes, fruto da parceria entre Dave McKean e o biólogo Richard Dawkins. McKean também fez ilustrações exclusivas para a nova edição do livro Laranja Mecânica, da editora Aleph.
No ano de 2017, foi lançada pela editora londrina Folio Society, a nova edição do livro American Gods.  Dave fez 12 novas ilustrações para o livro, cujo autor é o seu parceiro de longa data, Neil Gaiman.

## Trabalho

### com Neil Gaiman
- Violent Cases (1987)
- Black Orchid (1988-1989) (DC Comics)
- Signal to Noise (1992)
- Mr Punch (The Tragical Comedy or Comical Tragedy of Mr. Punch , 1994, DC Comics / Vertigo)
- The Day I Swapped My Dad for Two Goldfish  (1997)
- Os lobos atrás das paredes (The Wolves in the Walls , 2003)
- Cabelo Doido (Crazy Hair, 2009)

### Solo
- Cages (1990-1996, Tundra, Kitchen Sink)
- Pictures That Tick - Vol. 1 (Coletânea de histórias curtas, 2009, Dark Horse Comics)
- Pictures That Tick - Vol. 2 (Coletânea de histórias curtas, 2014, Dark Horse Comics)
- Cellulloid (2011, Fantagraphics)
- Black Dog (2016), publicado no Brasil como Black Dog: os sonhos de Paul Nash pela DarkSide Books
- Raptor: A Sokol Graphic Novel (2021) publicado no Brasil como Ave de Rapina pela DarkSide Books

### Com outros autores
- Arkham Asylum (com Grant Morrison, 1989)
- Voodoo Lounge (Baseado no disco dos Rolling Stones ,1995)
- Varjak Paw (Com SF Said, 2003).

### Capas
- Sandman
- Hellblazer
- The Dreaming